# Hamadoun Kassogué
Hamadoun Kassogué, connu sous le nom de Kerifa, est un acteur, comédien malien né vers 1957 à Kani Gogouna, dans la commune de Wadouba.

## Biographie
Hamadoun Kassogué naît en 1957 dans le petit village de Ley ( Kani Godouna), dans la commune de Wadouba (Cercle de Bandiagara) au Mali. 

## Carrière
Hamadoun Kassogué commence sa carrière cinématographique en jouant le rôle de Kerfa le Fou, dans le film Sia, Le rêve du python de Dani Kouyaté. Il joue ensuite dans plusieurs films comme Les aventures de Seko de Habib Dembélé, Bamako de Abderrahmane Sissako, Toile D'araillée d'Ibrahima Touré, Le Sage de Bandiagara de Louis Deck, où en plus d'être acteur, il est aussi assistant réalisateur,il a aussi enseigné à l'école des hautes études de théâtre de Lausanne,  travaillé avec la compagnie "Baobab" au Canada (où il a fait des mises en scène et la coproduction), collaboré avec de nombreuses structures au Mali, en Afrique et en Europe.

## filmographie
-wallay (2017), il est lié à ce film en tant que acteur.
-FOLO, il était une fois... (2017), il est lié à ce film en tant que comédien
-FORÊT DU NIOLO... (2017)
-N-LA FOLIE DE LA MAISON... (2014)
-Tinyè so (2011)
-TOILE D'araignée (2011)
-Sud-Nort, le kotéba des quartiers(2009)
-Nuits  kotéba (2009)
-kabala (2002)
-SIA, le rêve du python (2001)

## spectacle
-Chaque homme est une race
-Papaligui (le)
-Antigone
-Une hyène à jeun
-Fable du cloître des cimetières (la)